# 767
Évszázadok: 7. század – 8. század – 9. század
Évtizedek: 710-es évek – 720-as évek – 730-as évek – 740-es évek – 750-es évek – 760-as évek – 770-es évek – 780-as évek – 790-es évek – 800-as évek – 810-es évek
Évek: 762 – 763 – 764 – 765 –  766 – 767 – 768 – 769 – 770 – 771 – 772

## Események

### Európa
- Kis Pippin frank király folytatja az aquitániai háborút. Waifar herceg kétségbeesett védekezése ellenére előrenyomul Périgordban és rövid ostrommal elfoglalja Toulouse-t. A herceg uralma jórészt már csak Gascogne-ra korlátozódik.
- Kis Pippin Gentillyben fogadja V. Kónsztantinosz bizánci császár követeit.
- V. Kónsztantinosz a konstantinápolyi hippodromban lefejezteti az előző évben lemondatott II. Kónsztantinosz pátriárkát.
- A bolgár nemesség fellázad Toktu kán ellen, aki észak felé menekül, de a Dunánál elfogják és meggyilkolják. Utódjául Pagant választják meg.
- Meghal I. Pál pápa. Nepi városának kormányzója, Toto "herceg" fegyvereseivel betör a pápaválasztó gyűlésre és arra kényszeríti a főpapokat, hogy Konstantin öccsét (aki ekkor még pappá sincs szentelve) válasszák pápává.[1]

### Abbászida Kalifátus
- Abu Kurra, a Banu Ifran berber törzsszövetség vezetője nagy sereggel támad az Ifríkiját megszálló Abbászidákra, de a tartomány fővárosát, Kairuánt nem sikerül elfoglalnia.
- Al-Manszúr kalifa lezáratja a Nílus-deltát a Szuezi-öböllel összekötő Fáraók csatornáját, hogy elzárja a lázadók kezén lévő Mekka és Medina utánpótlását. Az egyébként is eliszaposodott csatornán többé nem nyitják meg a hajóforgalmat.

## Születések
- Szaicsó, japán buddhista szerzetes
- Dzsafar ibn Jahjá, Hárún al-Rasíd kalifa nagyvezírje
- Al-Sáfií, arab teológus, jogtudós
- Púpos Pippin, Nagy Károly fia

## Halálozások
- június 28. – I. Pál, római pápa[1]
- Abú Hanífa, arab teológus, jogtudós
- Ibn Isák, arab történetíró
- II. Kónsztantinosz, konstantinápolyi pátriárka
- Toktu, bolgár kán

## Fordítás
- Ez a szócikk részben vagy egészben  a(z)   767 című angol Wikipédia-szócikk ezen változatának fordításán alapul.  Az eredeti cikk szerkesztőit annak laptörténete sorolja fel. Ez a jelzés csupán a megfogalmazás eredetét és a szerzői jogokat jelzi, nem szolgál a cikkben szereplő információk forrásmegjelöléseként.